# Yuta Fujii
Yuta Fujii (født 25. maj 1991) er en japansk fodboldspiller, som spiller for den japanske fodboldklub Yokohama FC.